# Zero Gravity Corporation

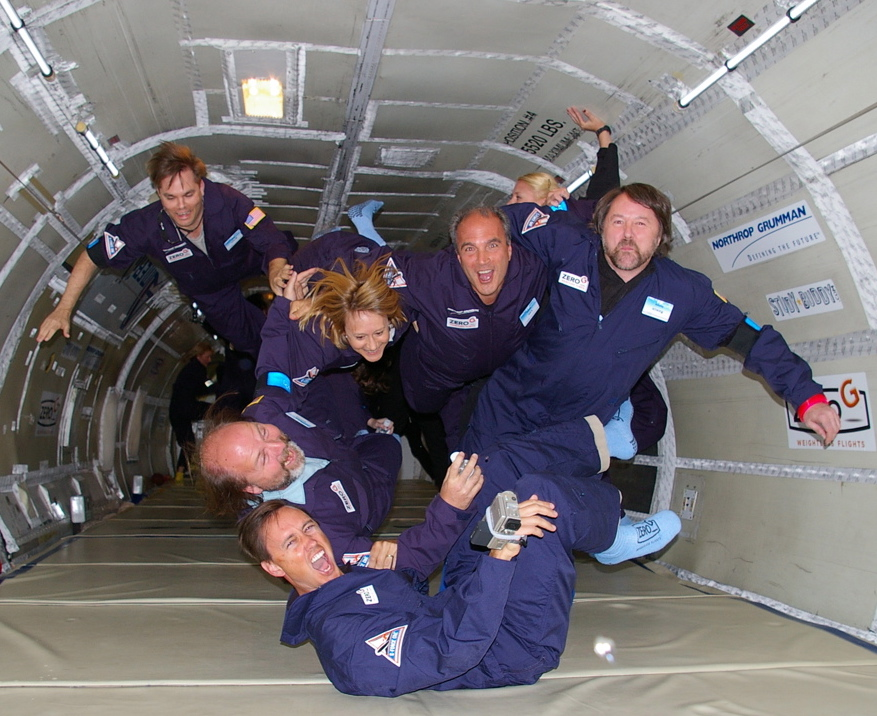
Schwerelosigkeit in einem Zero-G-Flugzeug

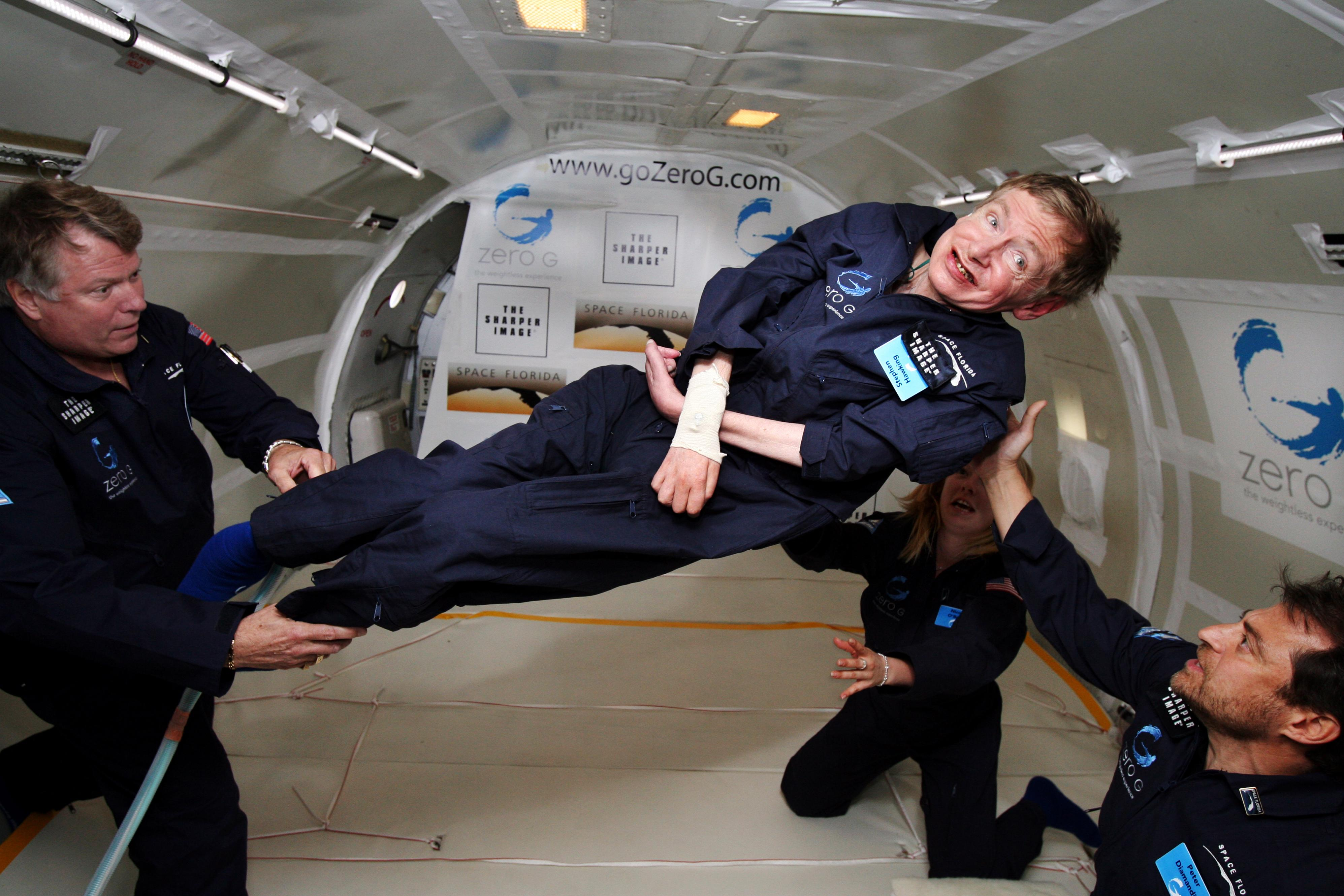
Lichtenberg (links) begleitet den Physiker Stephen Hawking bei einem Parabelflug an Bord eines Zero-G Flugzeugs

Die Zero Gravity Corporation (auch bekannt als ZERO-G) ist ein Luftfahrtunternehmen in Arlington (Virginia, USA), das das Erlebnis von Schwerelosigkeit anbietet. Dazu werden mit einer umgebauten Boeing 727 Parabelflüge, ähnlich wie beim Reduced Gravity Aircraft; einer ebenfalls umgebauten Boeing KC-135 der NASA, absolviert.
Das Flugzeug des Typs 727-227(F) mit der Seriennummer 21243 wurde zweimal umgebaut, flog zunächst als Frachter für AmeriJet und wurde dort ab August 2004 mit ZeroG beschriftet. Ebenso wird mit einem Airbus A300 geflogen.
Ansari-X-Prize-Vorstandsvorsitzender Peter Diamandis ist ehemaliger Mitbegründer und Hauptgeschäftsführer von ZERO-G. Ein weiterer Mitbegründer ist der ehemalige Astronaut Byron Lichtenberg. Eine Vielzahl berühmter Menschen absolvierte bereits Parabelflüge an Bord von ZERO-G Flugzeugen, darunter waren Stephen Hawking, Martha Stewart, Burt Rutan, Buzz Aldrin, und John Carmack.

## Ablauf

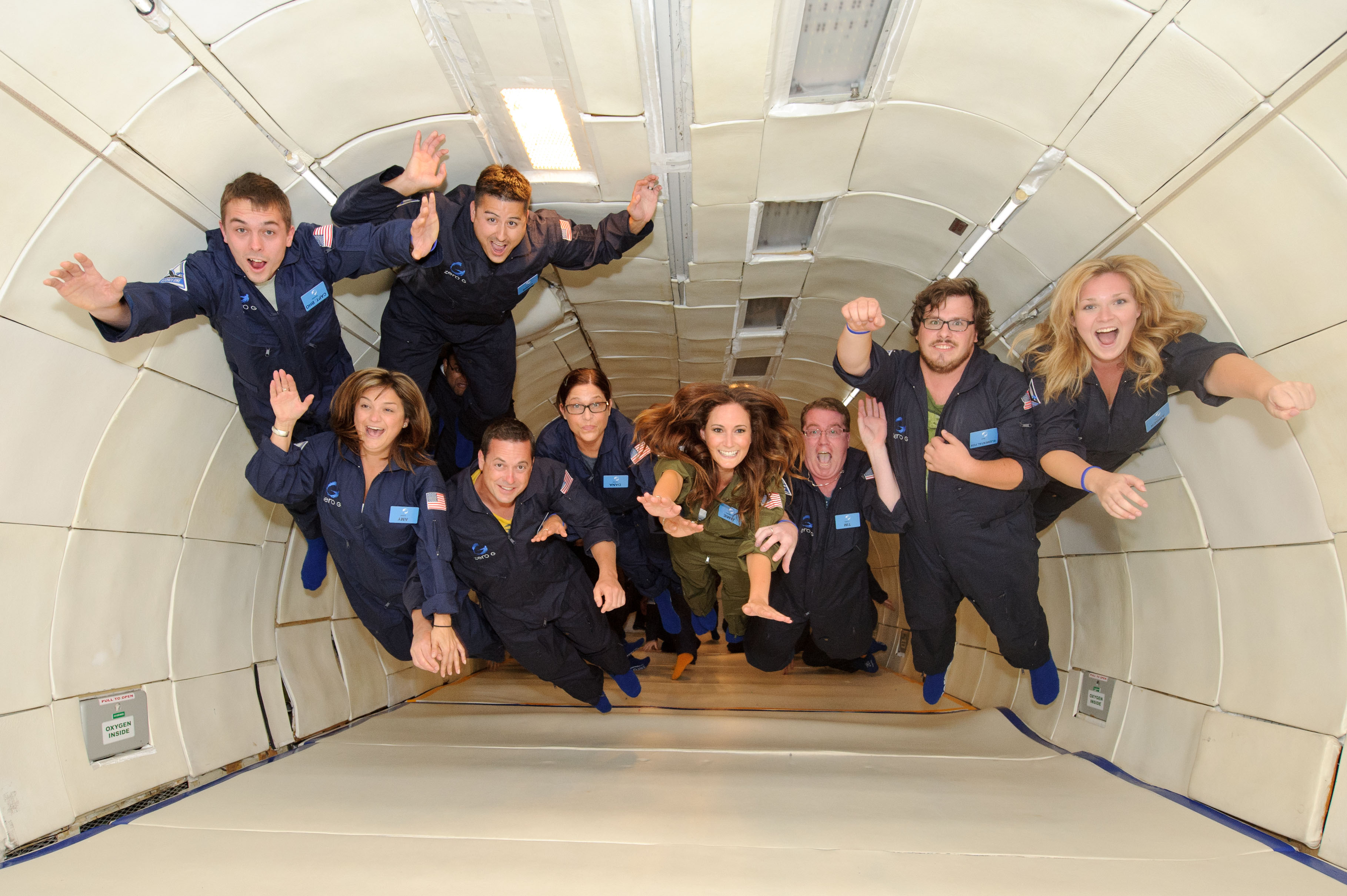
Die „Superman“-Simulation in der Schwerelosigkeit

Der Flugpreis beträgt für einen einzelnen Passagier beim US-Anbieter 9.900 US-Dollar (ca. 8900 €, zuzüglich Steuer), beziehungsweise 7.500 € bei europäischen Anbietern, Stand 09/2024. Die Preise stiegen in den letzten 15 Jahren um mehr als das Zweieinhalbfache. Voraussetzung zur Teilnahme ist eine allgemeine körperliche Gesundheit, die über einen medizinischen Fragebogen abgefragt wird. Das Event dauert den ganzen Tag, wovon der eigentliche Flug etwa 90 bis 100 Minuten dauert. Vor dem Einsteigen durchlaufen die Flieger eine kurze Schulung mit einem leichten Frühstück. Anschließend erfolgt eine Fluggastkontrolle beim Check-in, wie bei jedem normalen Flug auch. Jeder Teilnehmer erhält eine Fliegerkombi, die er behalten darf und Socken in bestimmten Farben. Die Teilnehmer werden in drei Gruppen zu 10 bis 12 Personen aufgeteilt, die sich durch die Sockenfarben (gold, silber, blau) unterscheiden. Während des Starts und der Landung sind die Teilnehmer auf normalen Sitzen angeschnallt. Der Rest des Flugzeugs ist ausgeräumt und im Innenraum rundum gepolstert. Jede Gruppe wird von mehreren Trainern betreut, die gleichzeitig fotografieren und filmen. Die Aufnahmen erhält man später als Erinnerung. Die einzelnen Parabeln werden angekündigt, wobei man während jedes Anstiegs flach auf dem Boden liegt. Während der Anstiege ist man dem 1,8-fachen Körpergewicht (1,8 g) ausgesetzt. Leichtes Unwohlsein kann während der Anstiege eintreten, dem man gegebenenfalls durch entsprechende transdermale Pflaster begegnen kann.
Insgesamt werden fünfzehn Parabeln geflogen, von denen jede etwa 20 bis 30 Sekunden unterschiedlicher Schwerelosigkeit simuliert. Es beginnt mit zwei Parabeln, die die Schwerelosigkeit auf dem Mond simulieren, demnach ein sechstel der Erdanziehung. Es folgt eine Parabel, die die Marsgravitation simuliert (reichlich ein Drittel der Erdgravitation) und zwölf Parabeln, die eine vollständige Schwerelosigkeit simulieren. Jede Parabel beginnt mit dem Steigen des Flugzeugs in einem 45-Grad-Winkel bis auf eine Höhe von ungefähr 23.000 Fuß (7.000 m), mit Spitzen bei 32.000 Fuß (9.800 m) und endet mit dem Abwärtsflug des Flugzeugs in einem 30-Grad-Winkel. Bei jedem Parabelflug werden andere Übungen durchgeführt. Dazu gehören Saltos in der Schwerelosigkeit, das „Fliegen“ durch das Flugzeug à la Superman oder das Aufsaugen von schwerelos schwebendem Mineralwasser mit dem Mund.

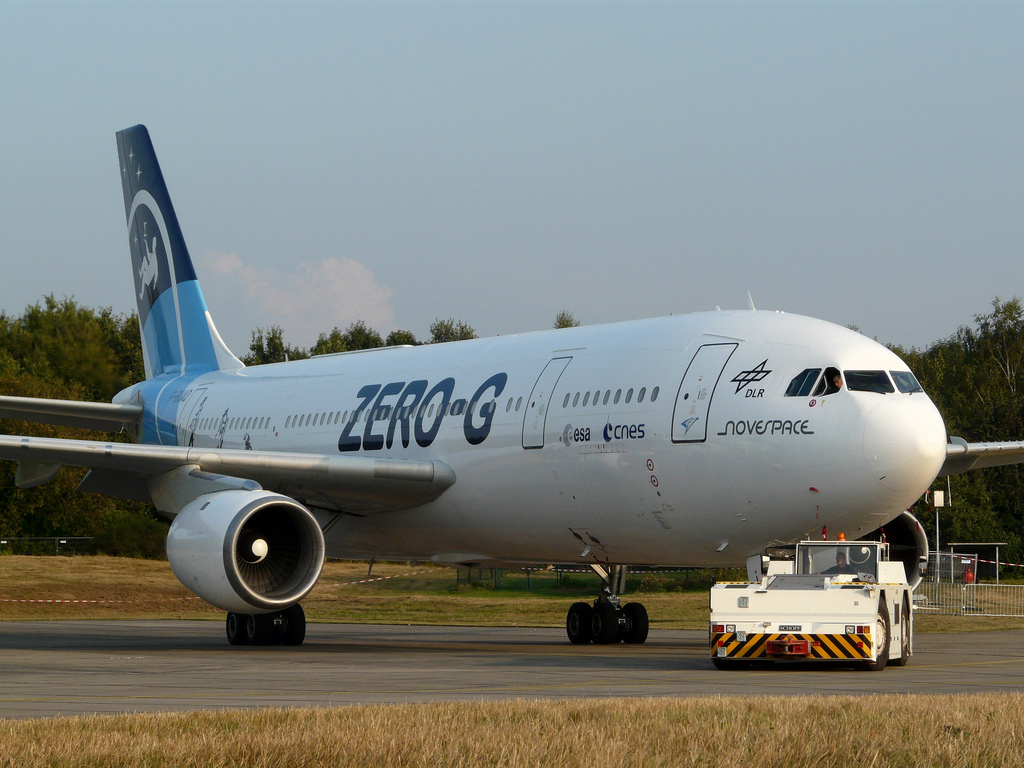
Airbus A-300
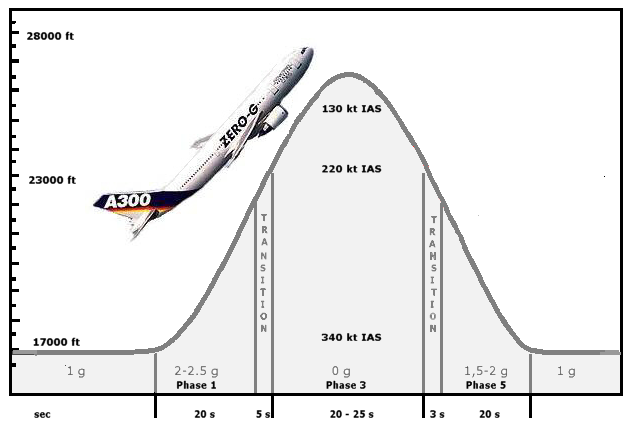
Parabelflug
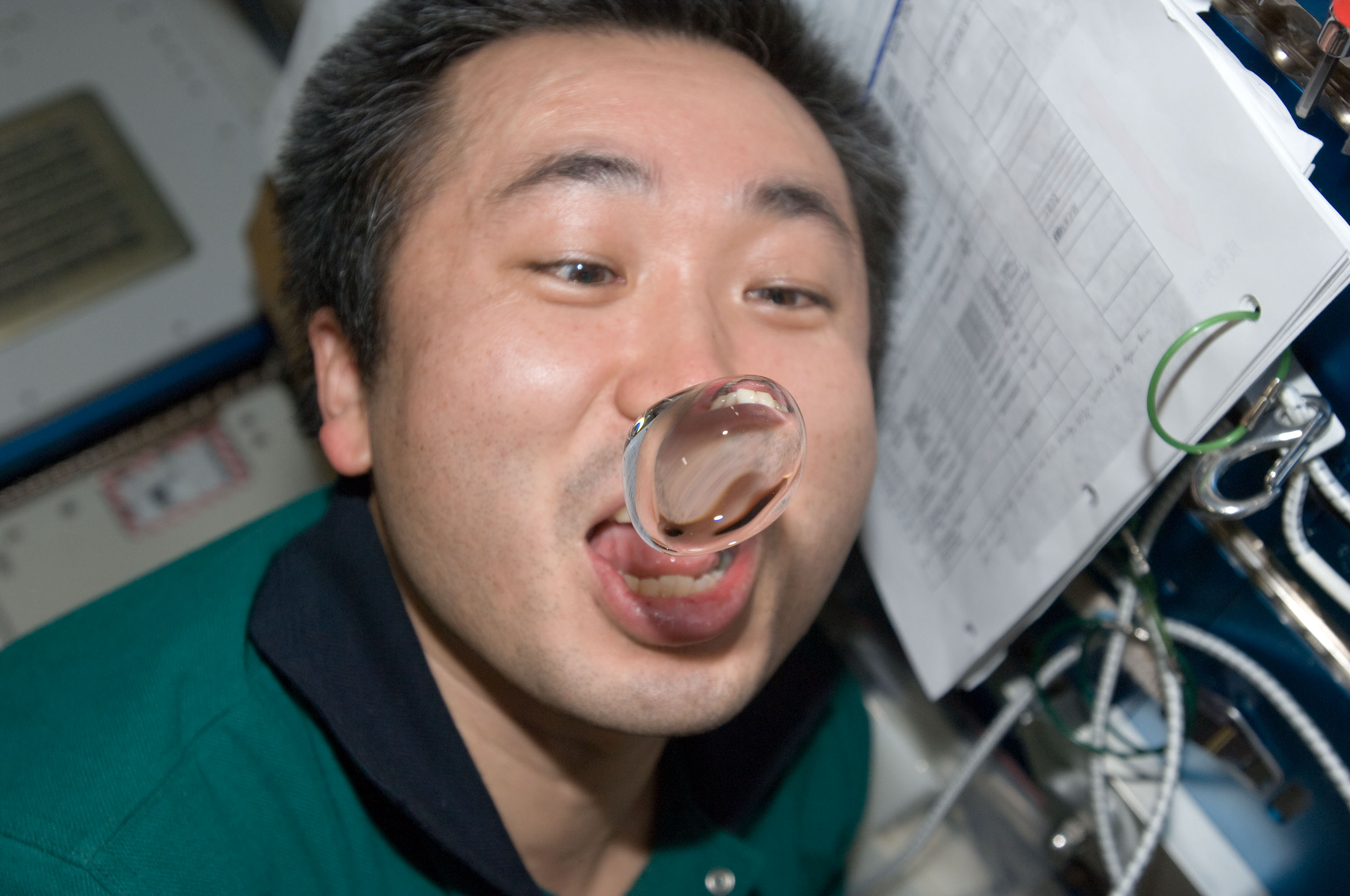
Wasser in der Schwerelosigkeit
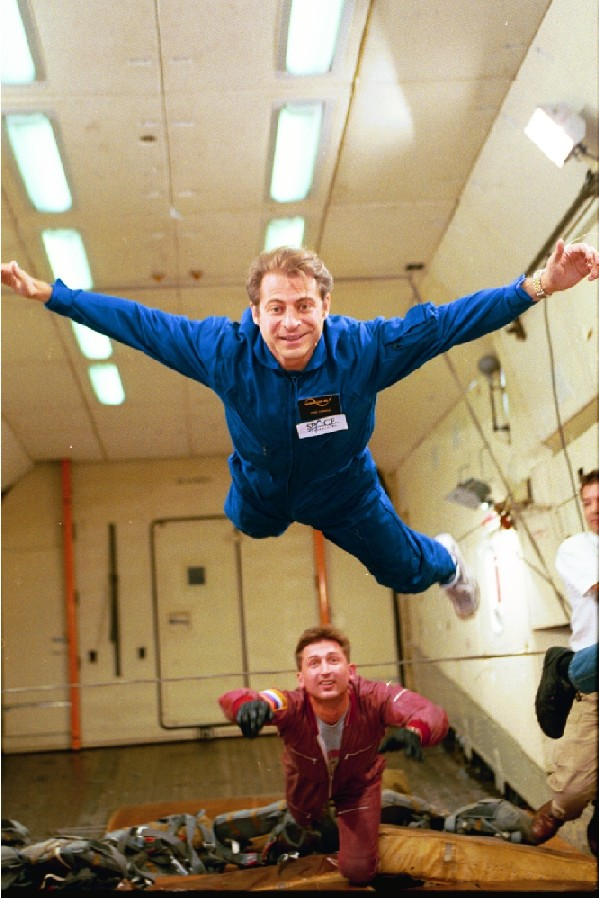
Schweben in der Schwerelosigkeit